# Ахмад аль-Мустансир Биллах
Абу́ль-Абба́с А́хмад ибн аз-Захи́р аль-Мустанси́р Билла́х, известный как аль-Мустансир II (араб. المستنصر بالله الثاني
‎; ум. 1261) — первый из халифов, поставленных в Каире мамлюкским султаном Египта Бейбарсом. Формально, он являлся продолжателем династии аббасидских халифов Багдада, уничтоженных монголами в 1258 году. Фактически, «теневые» халифы в последующие столетия были послушными исполнителями воли султанов, ограничиваясь отправлением придворного и религиозного церемониала.

## Появление в Каире
После взятия Багдада войсками Хулагу Ахмед, пребывавший в заключении, был выпущен и бежал к арабам Ирака, откуда проследовал в Сирию. В Дамаске он появился как претендент на титул халифа и был вызван в Каир, где оказался 9 июня 1261 года. По словам Абу-ль-Фиды, прибыли «арабы, и с ними человек чёрного цвета кожи, по имени Ахмед». Следуя показаниям этих арабов, а также евнухов из Багдада, высшее мусульманское духовенство признало в нём сына халифа аз-Захира (1225—1226). Касательно матери Ахмеда, говорили, что она происходила из Абиссинии (историк аз-Захаби), чем и объясняли цвет его кожи.
Уже через четыре дня после прибытия новоявленному халифу, получившему титул «имам аль-Мустансир биллах», принёс присягу «на книге Аллаха и сунне пророка его» султан Бейбарс. Аль-Мустансир, в свою очередь, утвердил султана во владении всеми мусульманскими странами, а также землями, которые будут отвоёваны у «неверных» — крестоносцев и монголов. Быстрота, с которой был признан халиф, может быть связана с тем, что в то же время в Сирии объявился другой кандидат на титул, аль-Хаким. Понятно также желание Бейбарса и как узурпатора, убившего своего предшественника Кутуза, и как представителя династии, отнявшей власть у Айюбидов, придать своему правлению легитимный характер, освятить его авторитетом духовного владыки исламского мира.
17 июня халиф прочёл хутбу (проповедь) в мечети каирской Цитадели. 4 июля на торжественной церемонии Бейбарс был облачён в полученные от халифа чёрную (цвет Аббасидов) джуббу, чалму с драгоценностями и золотое ожерелье и опоясан арабским мечом. Тогда же была зачитана грамота, в которой перечислялись страны жалуемые аль-Мустансиром султану: Египет, Сирия, Диярбакыр, Хиджаз, Йемен и земли Евфрата вместе с новыми завоеваниями. Примечательно, что в списке непосредственно не упоминалась ас-Савахиль, то есть прибрежная полоса, продолжавшая находится под контролем христиан. На тот момент франки представляли для мамлюков значительно меньшую угрозу, чем монголы, хотя последние и были разбиты в двух сражениях во второй половине 1260 года, при Айн-Джалуте (3 сентября) и при Хомсе (11 декабря).

## Поход на Багдад
Затем аль-Мустансир стал готовиться к походу на захваченный монголами Багдад. Бейбарс пожаловал ему казну, хранилище, кладовые для кушаний, напитков и ковров; назначил имама, муэдзина и других должностных лиц; дал в услужение около сорока мамлюков, пятьсот всадников и разрешил иктадарам в Ираке отправиться с халифом, куда он пожелает. Известно, что в итоге Бейбарс потратил на халифа 1 060 000 динаров. 2 сентября султан и халиф выступили из Каира в Дамаск в сопровождении трёх сыновей Бадр ад-Дина Лу’лу, последнего атабека Мосула; братья искали помощи султана в возвращении их владений — Мосула, Джазиры и Синджара. По прибытии в Дамаск Бейбарс расположился в Цитадели, аль-Мустансир же — у гробницы Насирия на горе Салихия. 9 октября халиф с 300 всадников двинулся из Дамаска к Евфрату. С ним были сыновья Бадр ад-Дина Лу’лу, а также мамлюкские отряды эмиров Балабана ар-Рашиди и Сункура ар-Руми, которым Бейбарс отдал приказ сопровождать аль-Мустансира до Евфрата, оставаться на его западном берегу и переправляться только в случае возникновения опасности для халифа.
В Рахбе к аль-Мустансиру присоединились 400 всадников-бедуинов, но покинули сыновья мосульского атабека, отправившиеся в свои земли. К югу от города Ана аль-Мустансир встретил аль-Хакима, претендента на титул халифа, признанного сирийским мамлюком-авантюристом Аккушем аль-Барли. Аль-Хакима сопровождало около 700 туркменских всадников, которые, однако, перешли на сторону аль-Мустансира, что пришлось сделать и аль-Хакиму. Вскоре аль-Мустансиру подчинилась Ана и расположенная южнее по течению Евфрата Хадита. Продвигаясь далее на юг, силы халифа заняли 25 ноября Хит и остановились на ночлег на западном берегу Евфрата напротив Анбара (28 ноября). В ту же ночь реку форсировали подошедшие из Багдада монголы числом около 6000 человек под командованием Кара-Буки и Али Бахадура Хорезми.
Утром противники сошлись в бою. Аль-Мустансир, разделив свои скромные силы на 12 эскадронов (атлаб), поставил бедуинов и туркменов по флангам, а сам с остатком войска расположился в центре. Монгольский военачальник не допустил к сражению мусульман, бывших среди его воинов, опасаясь, что их уважение к халифу может повлиять на исход сражения. Войско халифа атаковало, заставив монголов Али Бахадура отступить. В ответ выступил монгольский засадный отряд и туркмены с бедуинами бежали. Центр халифского войска был разорван на части, и большинство воинов погибло. Судьба самого аль-Мустансира достоверно неизвестна, но большинство источников сообщает, что ему удалось бежать, а затем он исчез со страниц истории. Аль-Хаким также смог бежать с поля битвы и добраться до Сирии, а затем и до Каира, где был провозглашён новым халифом 16 ноября 1262 года.